# Alligator mississippiensis
El aligátor americano (Alligator mississippiensis), llamado también caimán del río Misisipi, es una especie de saurópsido (reptil) cocodriliano de la familia Alligatoridae. Los machos pesan entre 400 y 500 kg, las hembras, 170 kg.

## Características

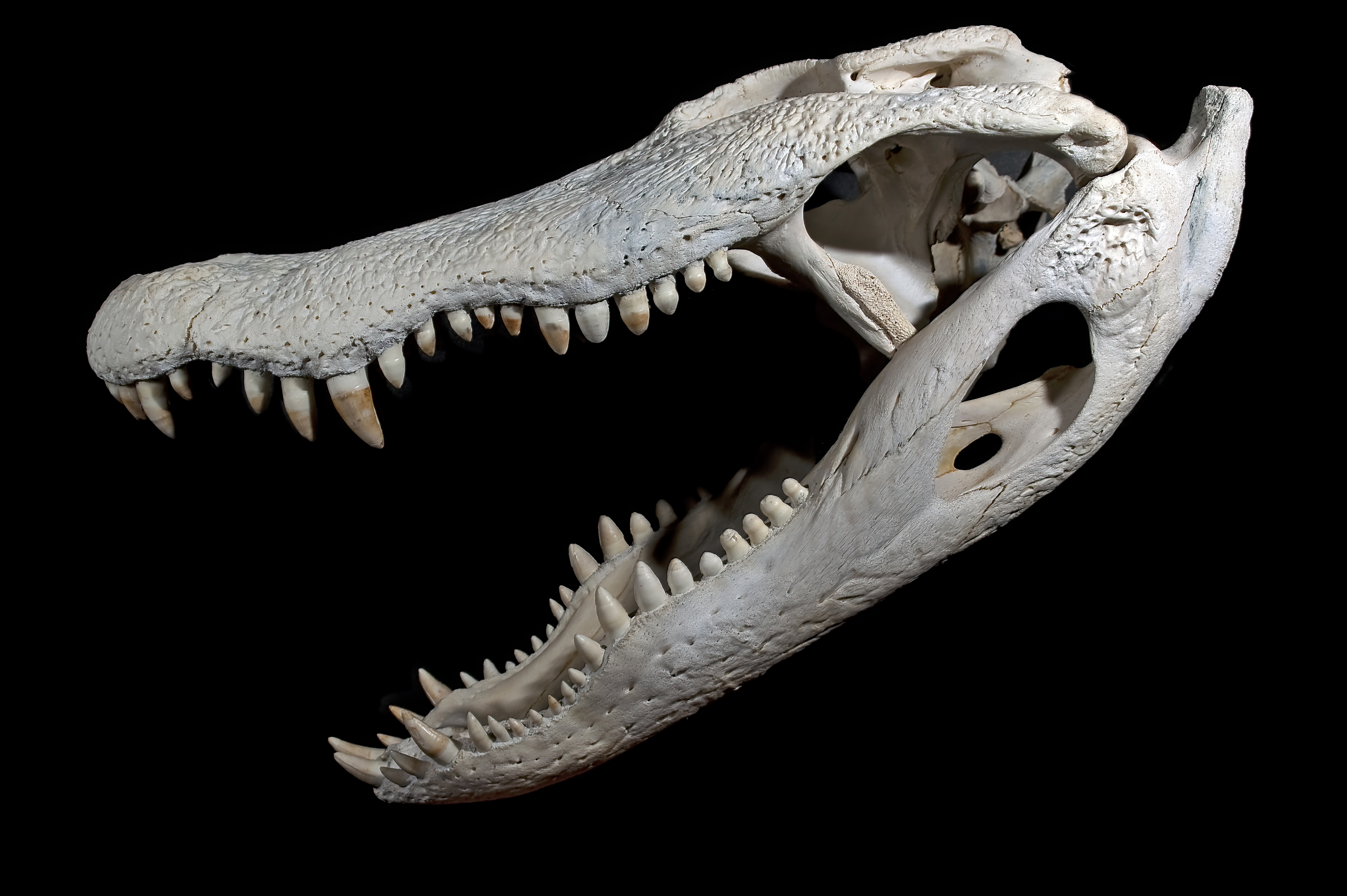
Cráneo y mandíbula de aligátor americano.

Es la mayor especie de aligátor (género Alligator), y de hecho es uno de los cocodrilianos más grandes de América, alcanzando un máximo de 6 metros de longitud, aunque debido a la desaparición de grandes animales de la zona por causas antrópicas, hoy en día, los machos oscilan entre 4 y 4,5 m y las hembras alcanzan los 3 m. Su peso oscila entre los 170 kg de las hembras y los más de 450 kg de los machos.

## Taxonomía y filogenia

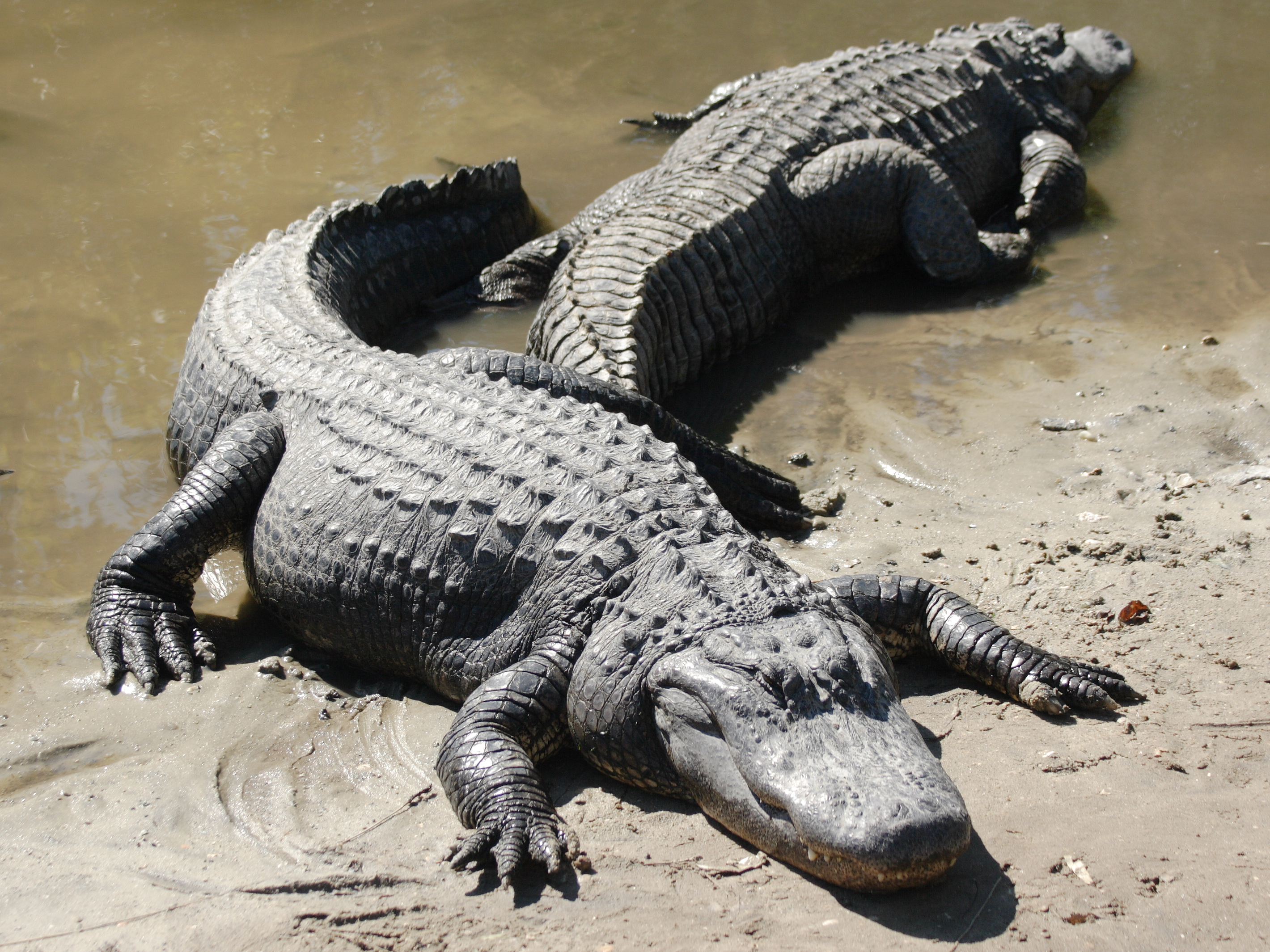
Ejemplares de Alligator mississippiensis

El cocodrilo americano se clasificó por primera vez por el zoólogo francés François Marie Daudin como Crocodilus mississipiensis en 1801. En 1807 Georges Cuvier creó el género Alligator; que comparte con el aligátor chino (A. sinensis). Se agrupan en la familia Alligatoridae con los caimanes. La superfamilia Alligatoroidea incluye todos los cocodrilos (fósiles y existentes) que están más estrechamente relacionados con el aligátor americano que ya sea al cocodrilo del Nilo o al gavial.
Los miembros de esta superfamilia surgieron en el Cretácico tardío siendo Leidyosuchus de Alberta es el género más antiguo conocido. El aligátor americano moderno está representado en el registro fósil del Pleistoceno.

## Distribución
Se distribuye por los ríos, lagos, pantanos y marismas del sureste de Estados Unidos, desde Carolina del Norte hasta el valle del Río Grande en el sur de Texas. Ocasionalmente se han observado aligátors en la parte mexicana del delta del río Bravo. La persecución humana de que fue objeto en otro tiempo lo ha hecho desaparecer de muchas zonas, y actualmente sólo abunda realmente en el estado de Florida y en menor medida en la desembocadura del río Misisipí. Es una especie protegida en EE. UU., y muchos de los parques nacionales de Florida se crearon en su momento con el fin de preservar sus zonas de caza y anidación.

## Biología y ecología
Aunque de hábitos principalmente acuáticos, puede recorrer grandes distancias por tierra en busca de nuevos territorios e incluso galopar a velocidades de hasta 30 km/h durante cortos trechos. Los jóvenes se alimentan de gusanos e insectos acuáticos, mientras que los adultos comen casi cualquier cosa que se mueva: peces, aves, tortugas, roedores e incluso animales de la talla de un ciervo. Los aligátores también matan con frecuencia animales domésticos como perros y gatos que se alejan de la casa de sus dueños.
Los ataques al hombre no son frecuentes, pero tampoco excesivamente raros. Desde 1948 se han documentado 275 ataques no provocados en Florida, de los cuales, al menos 17 provocaron la muerte de la persona. Por tanto, cuando se producen ataques casi nunca acaban con la muerte de la víctima. Conviene recordar que los aligátores americanos prefieren evitar al hombre, y que los casos de ataques son casi siempre consecuencia de personas imprudentes que se adentraron en sus zonas de cría. Las hembras son muy protectoras con sus huevos y crías en los primeros días de vida, por lo que no dudan en atacar a cualquier intruso que se acerque.

## Dieta
Son oportunistas y su dieta está determinada en gran medida por el tamaño y la edad del cocodrilo y el tamaño y la disponibilidad de las presas. La mayoría de los cocodrilos comen una amplia variedad de animales, incluidos invertebrados, peces, aves, tortugas, serpientes, anfibios y mamíferos. Las crías se alimentan principalmente de invertebrados tales como insectos, larvas de insectos, caracoles, arañas y gusanos. A medida que crecen, los aligátores se enfrentan a presas cada vez más grandes. Una vez que un cocodrilo alcanza la edad adulta, cualquier animal que vive en el agua o acude al agua para beber es presa potencial, debido a su tamaño, potencia y rapidez. Sin embargo, la mayoría de los animales capturados por los caimanes son considerablemente más pequeños a ellos. Los contenidos estomacales muestran, entre mamíferos nativos, ratas almizcleras y mapaches que son algunas de las especies más comúnmente consumidas. En Luisiana, donde la nutria fue introducida, son comunes y son tal vez la presa más regular para los caimanes adultos.
Otras presas de este reptil, son grandes ciervos o jabalíes salvajes, pero estos no son normalmente parte de la dieta. De vez en cuando, los animales domésticos, incluyendo perros, gatos y terneros, son la última opción, pero son secundarios frente a las presas silvestres. Las aves acuáticas, como garzas y garcetas, cigüeñas y aves acuáticas, sólo son cazadas si están despistadas.

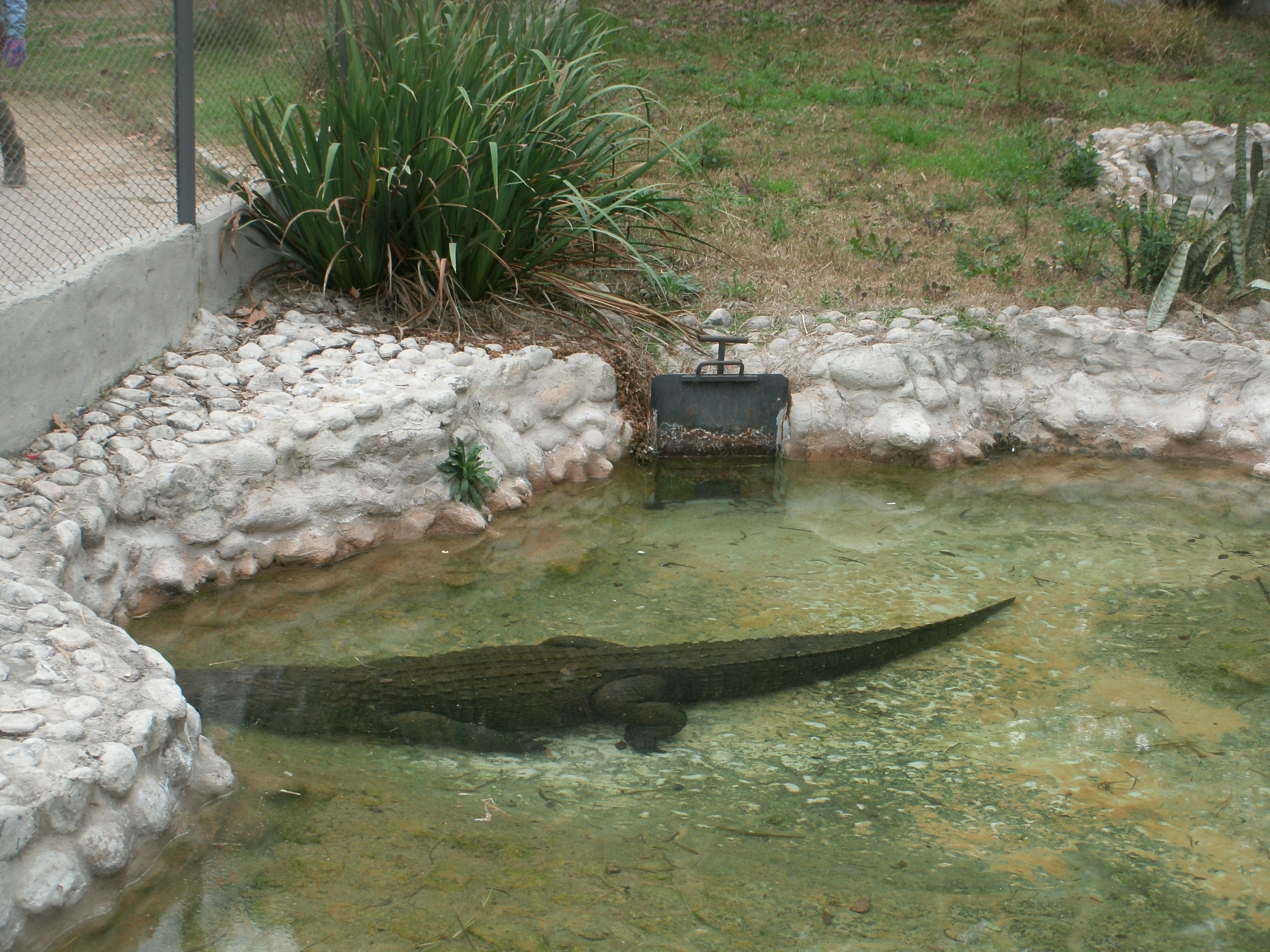
Ejemplar de aligátor cautivo en el Zoológico de Córdoba.

## Galería de imágenes

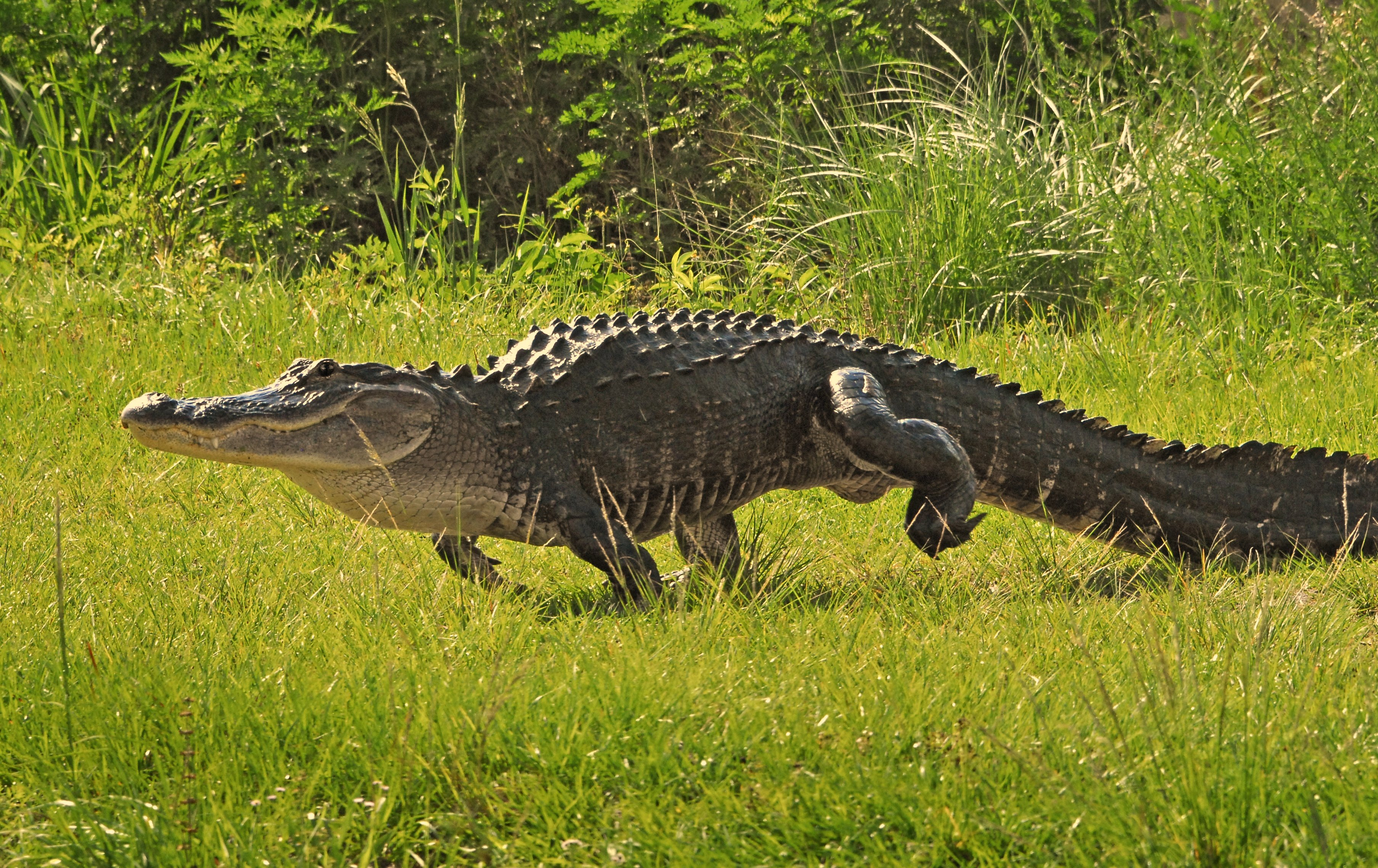
Un aligátor a la carrera.
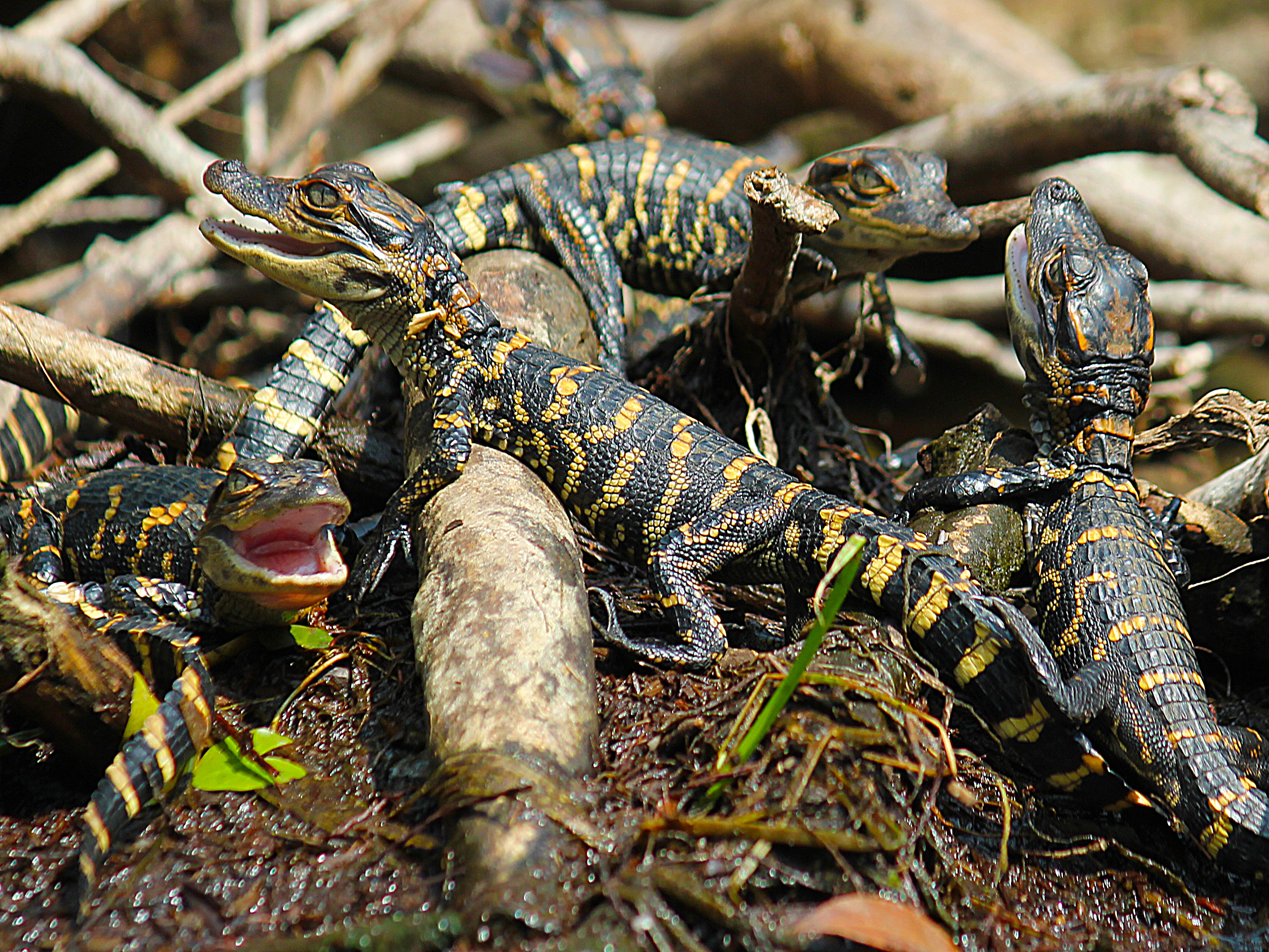
Crías eclosionando del huevo.
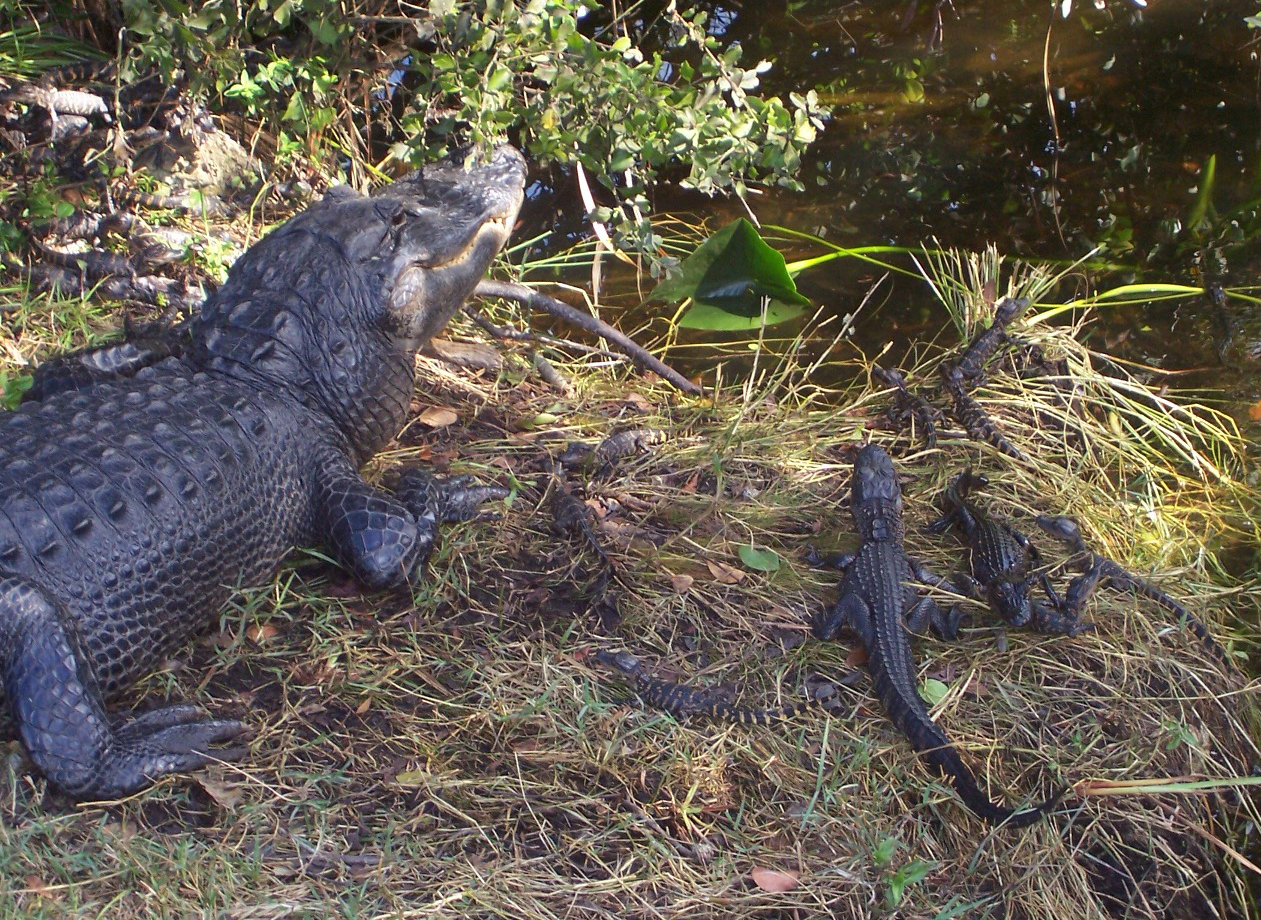
Nido de jóvenes aligátores en Florida.
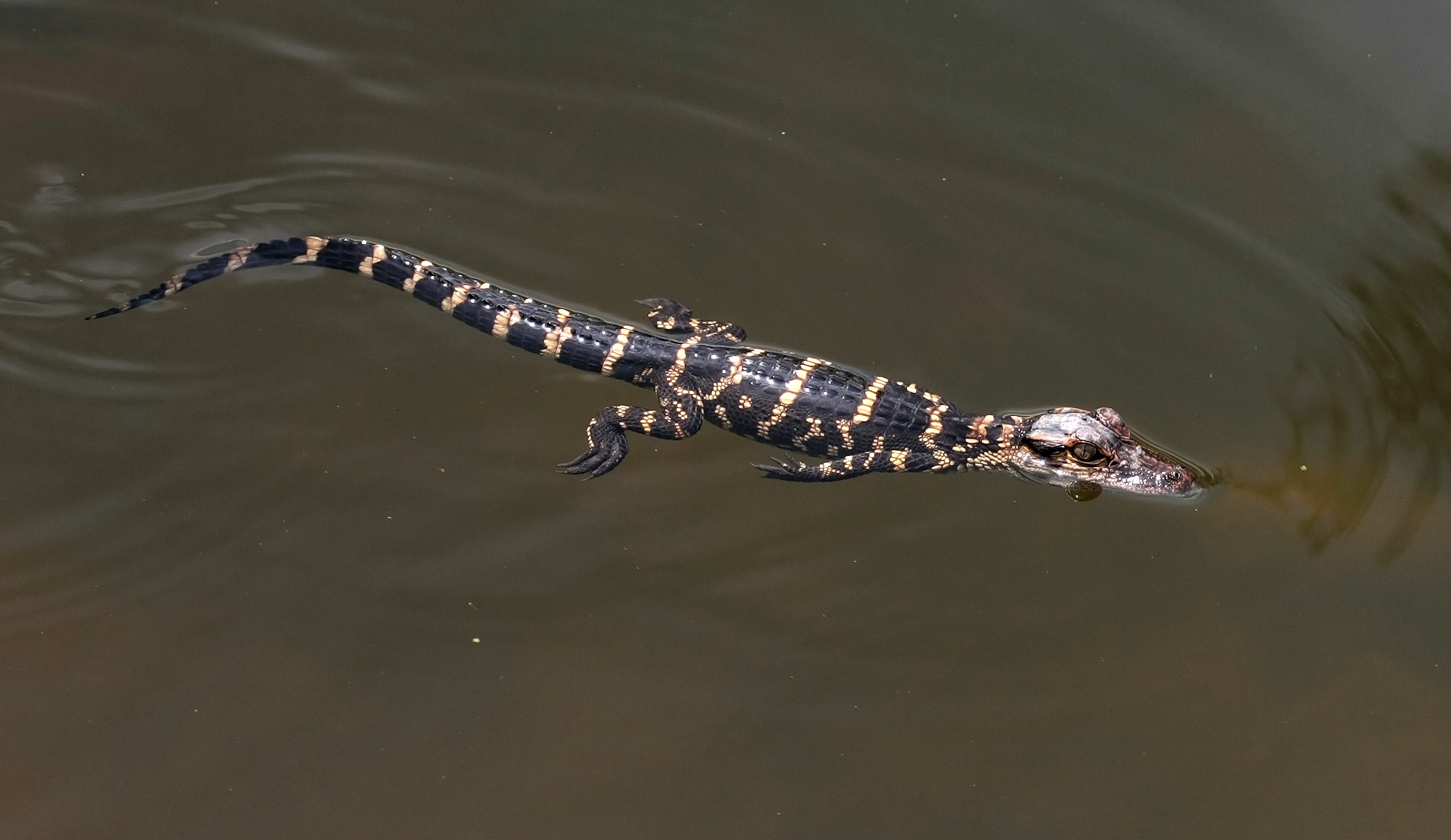
Cría nadando.
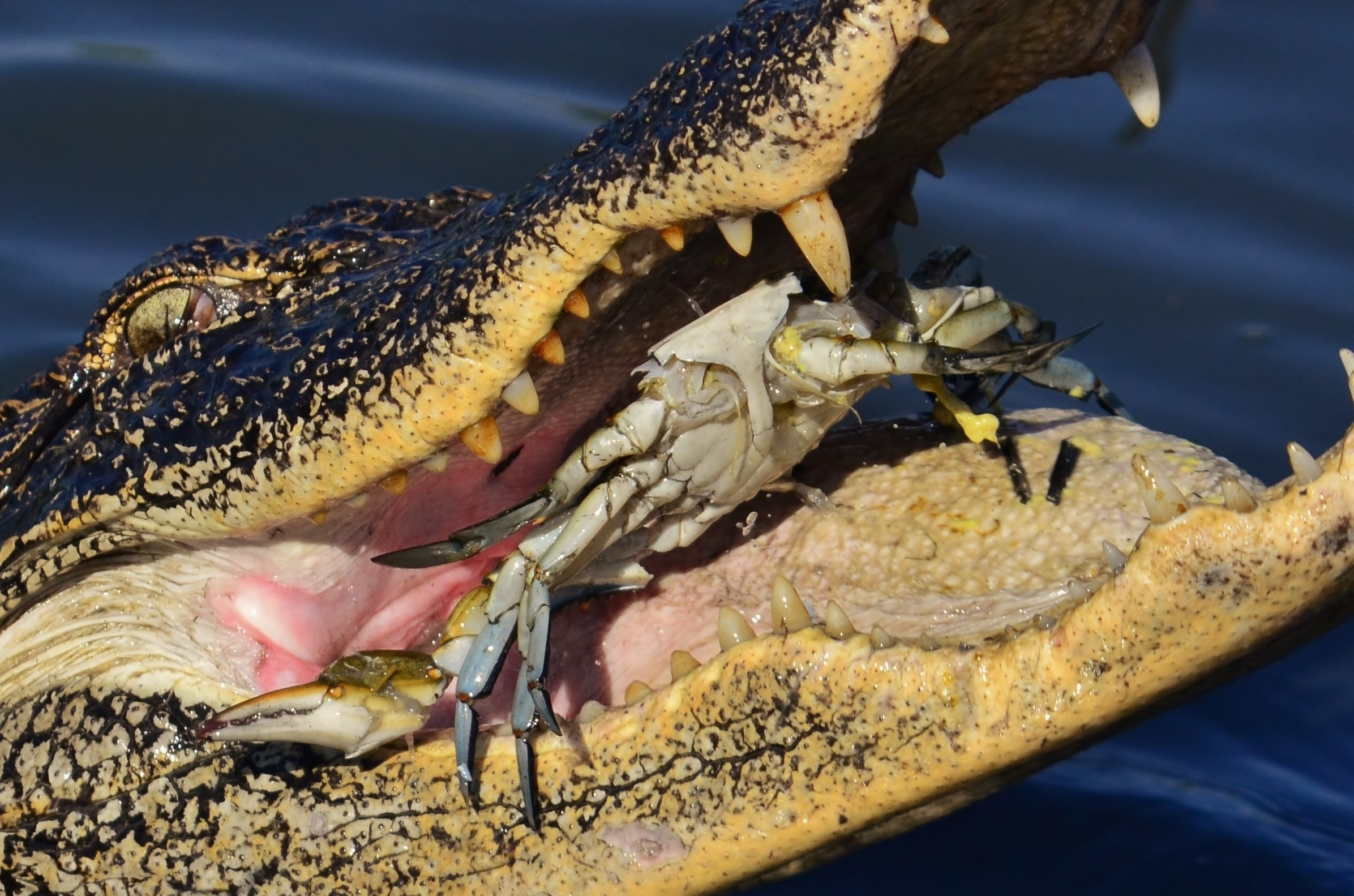
Devorando un cangrejo azul.
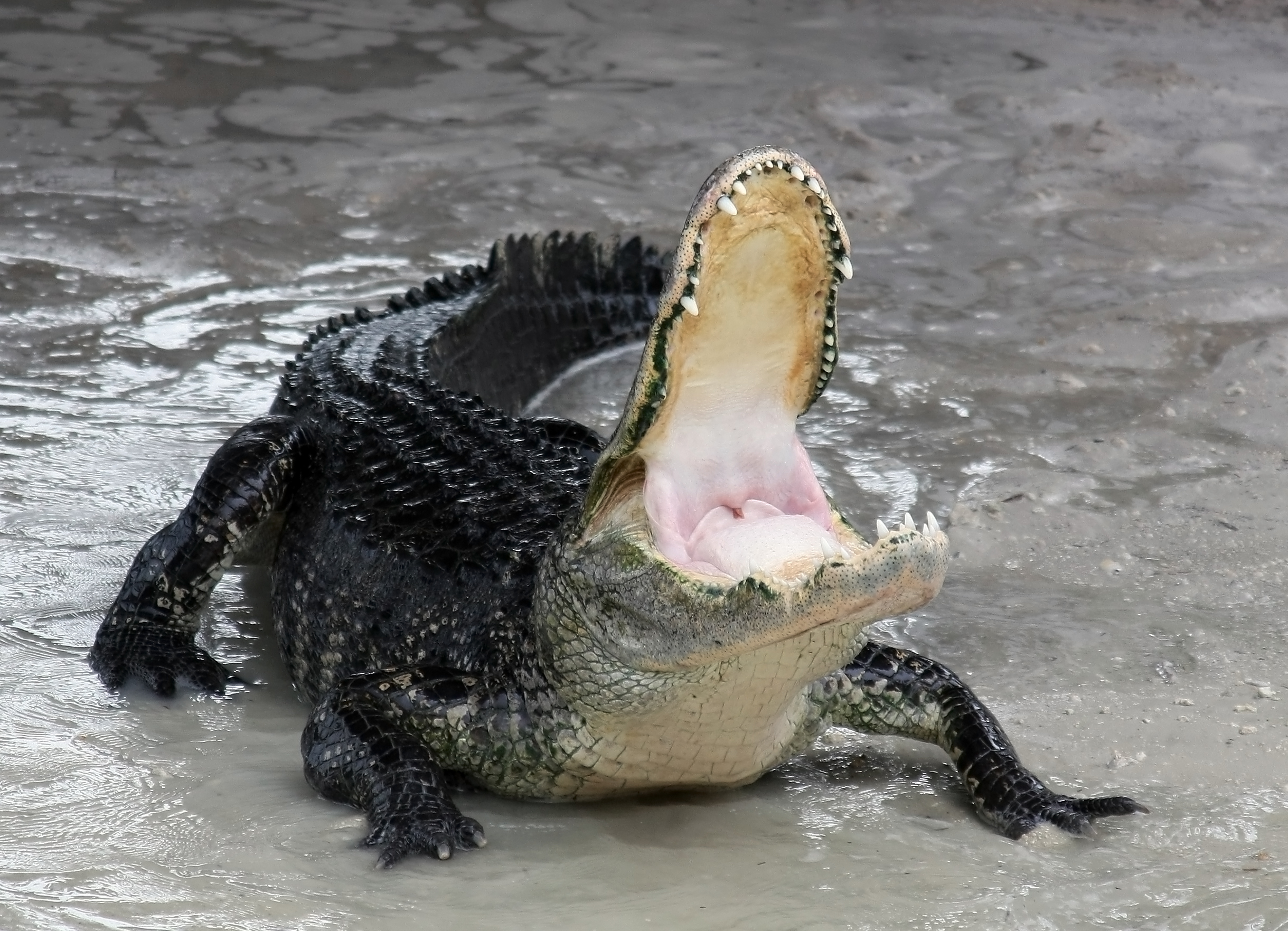
Posición defensiva del aligátor, con la mandíbula abierta.
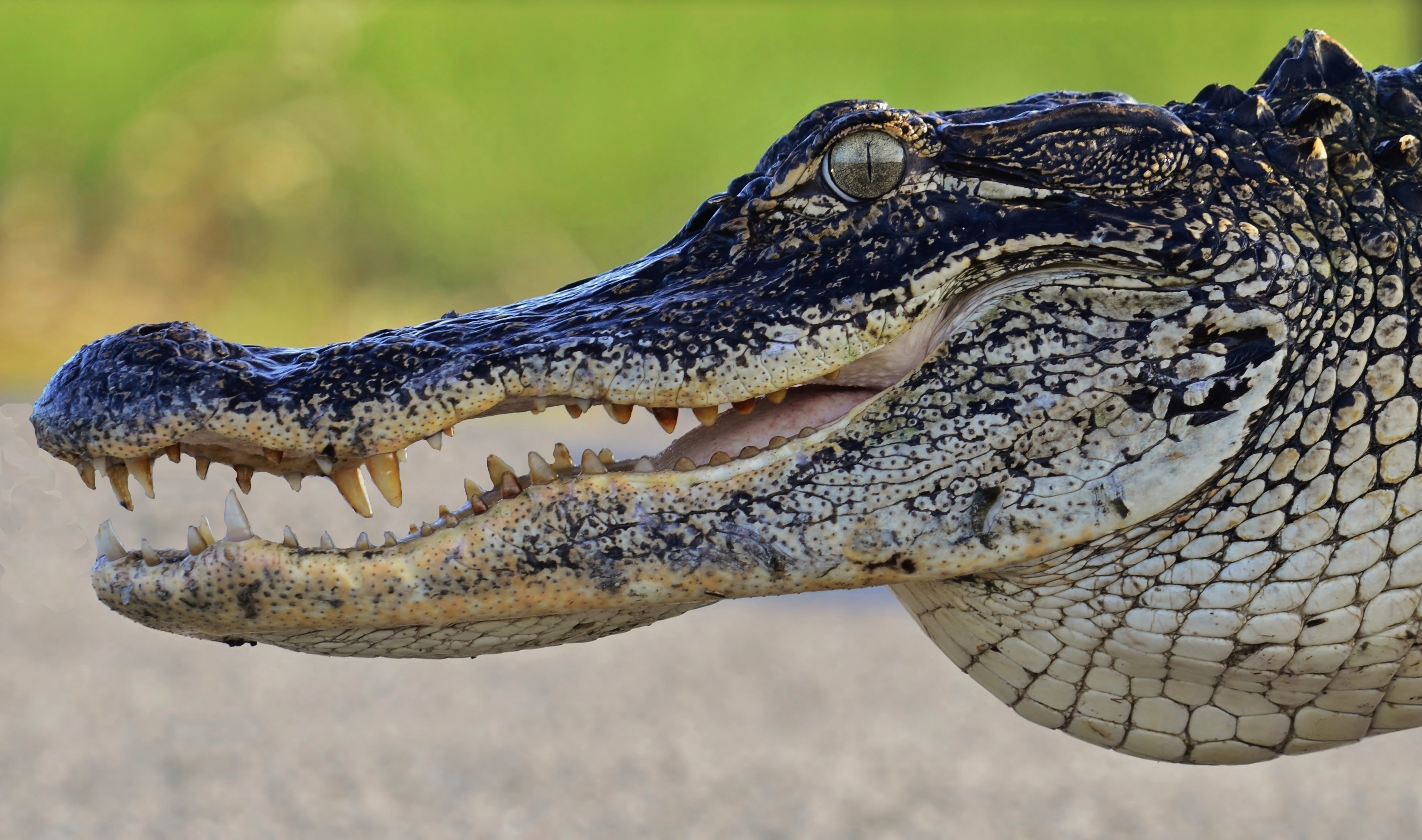
Aligátor enseñando sus dientes, Carolina del Sur.
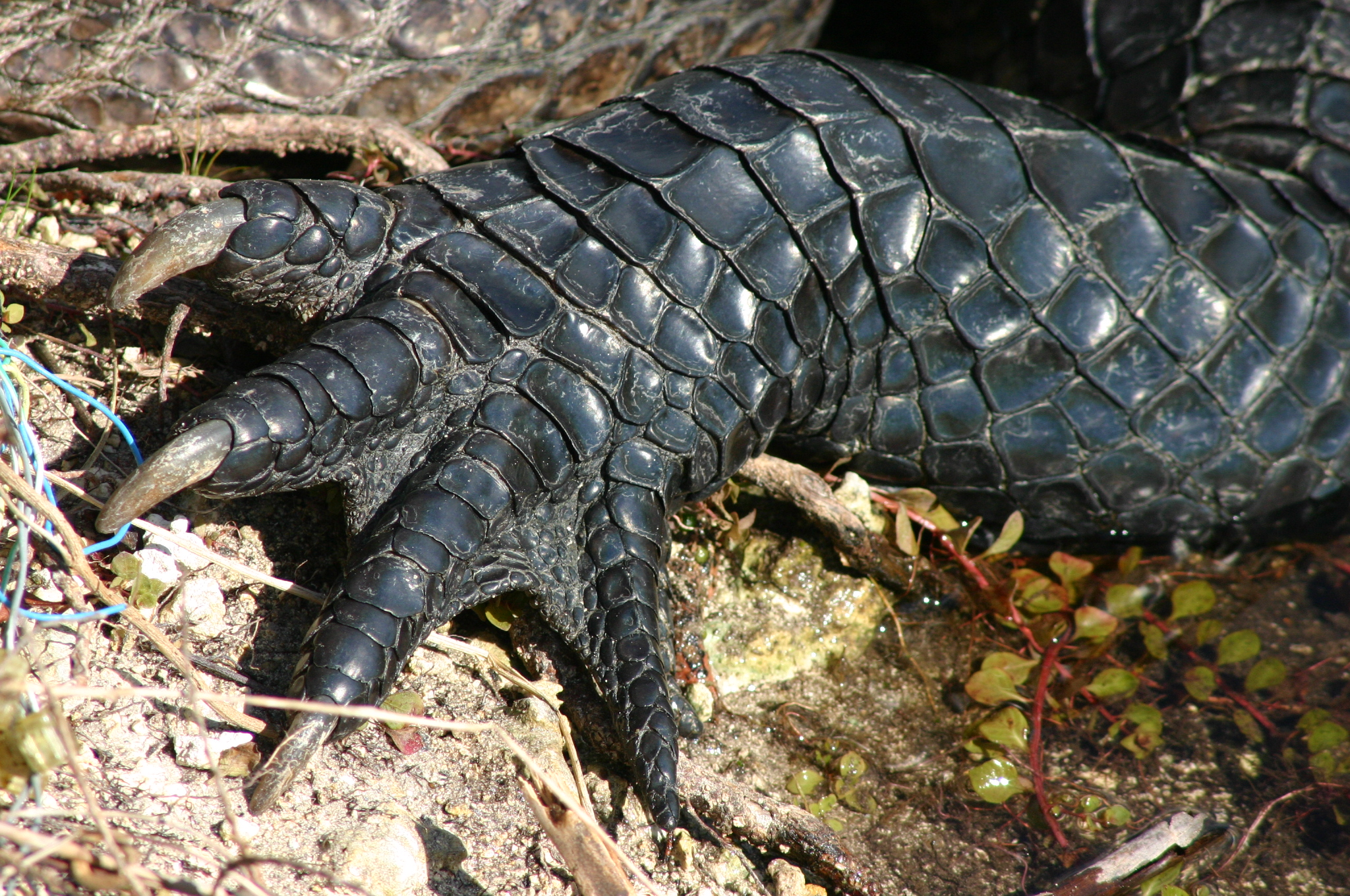
Detalle de sus extremidades.
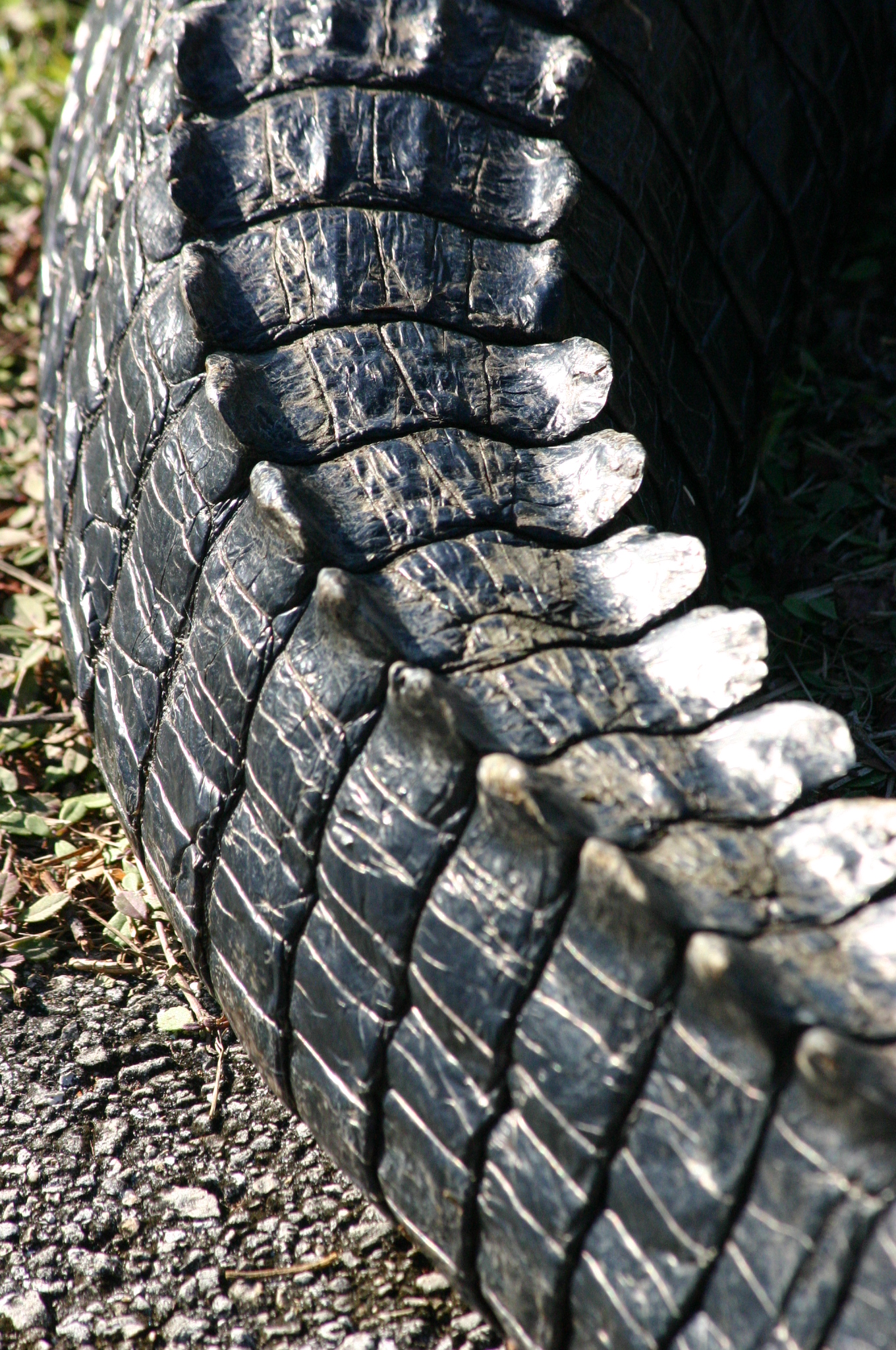
Una sección de la cola.
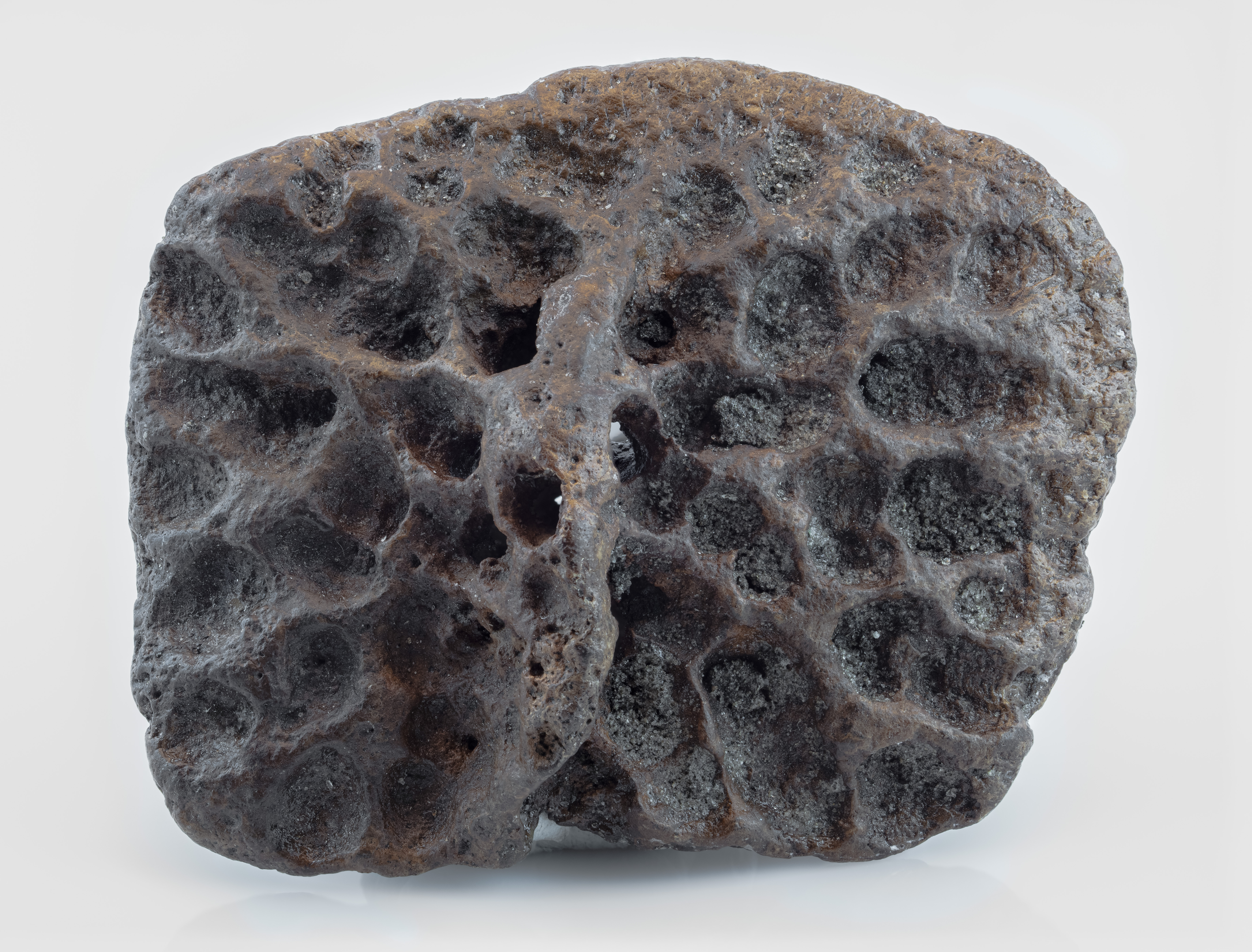
Fósil de piel de un aligátor americano (Pleistoceno, de aprox. 2 millones de años).